# رسم

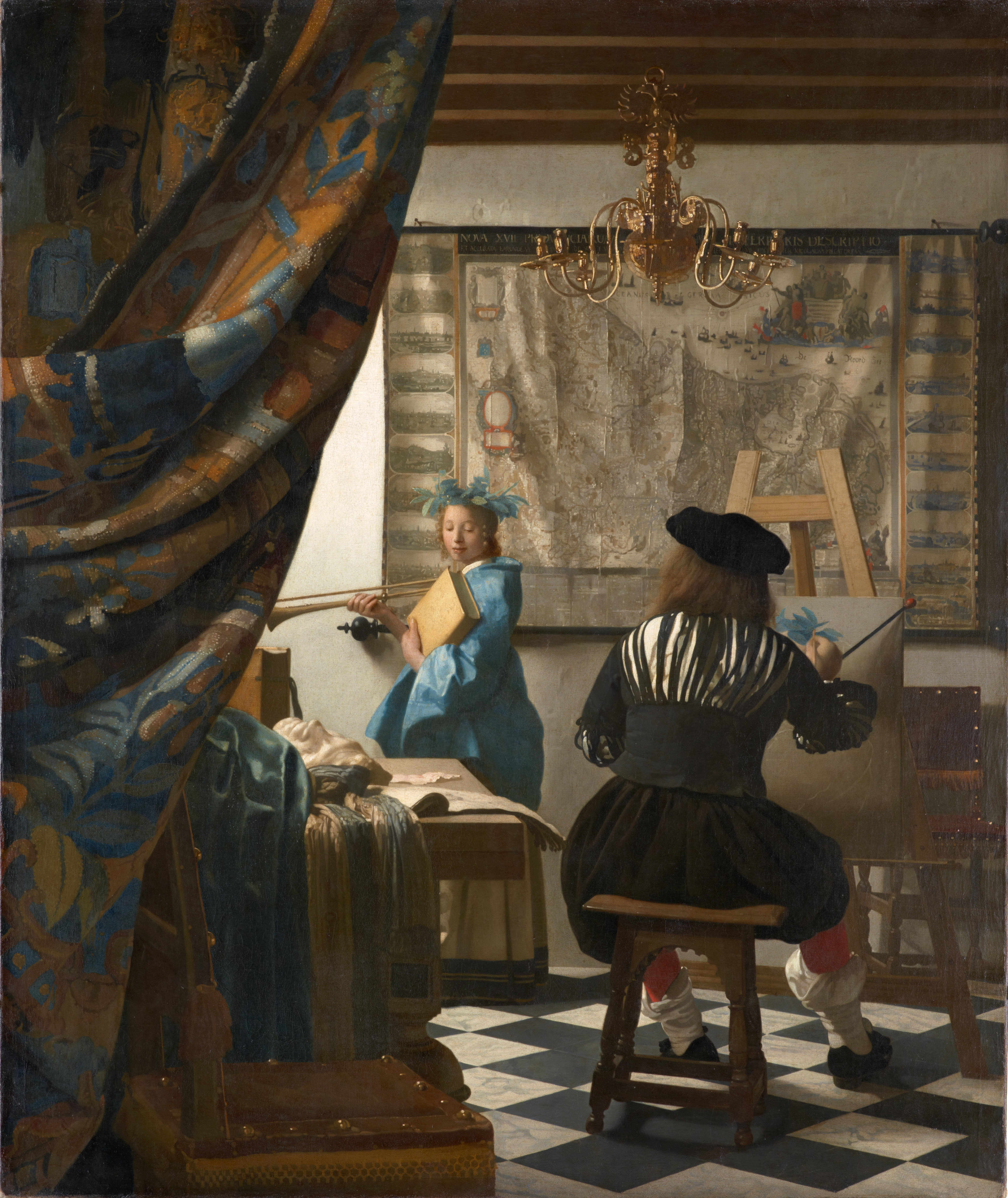
فَنّ الرسَم بريشة الرسام الهولندي يوهانس فيرمير. متحف تاريخ الفنون في فيينا.

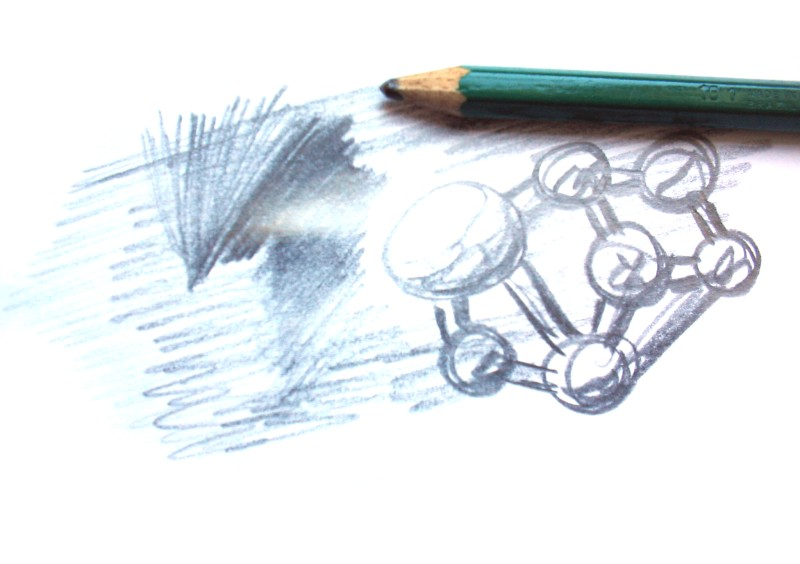
رسوم بسيطة بقلم الرصاص

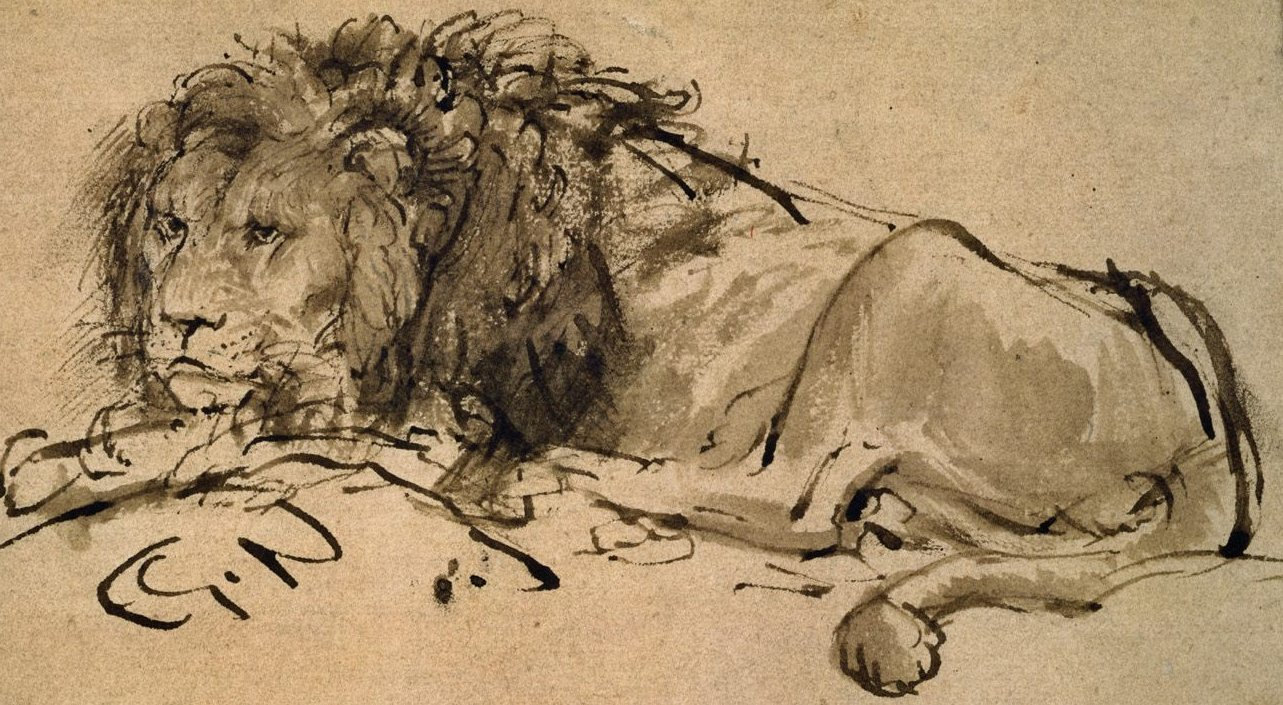
رسم للفنان الهولندي رامبرانت في اللوفر

الرسم هو فن مرئي يستلزم عمل علاقة ما على سطح ما، وهو التعبير عن الأشياء بواسطة الخط أساساً أو البقع أو بأي أداة. وهو شكل من أشكال الفنون المرئية (الفنون التشكيلية) وأحد الفنون السبعة.
والرسم قد يكون تسجيلاً لخطوط سريعة لبعض الملاحظات أو المشاهد أو الخواطر لشكل ما في لحظة معينة، وقد يكون عملاً تحضيريًا لوسيلة أخرى من وسائل التعبير الفني، ولكنه في أحيان كثيرة ما يكون عملاً فنياً مستقلًا قائمًا بذاته.

## مبادئ الرسم

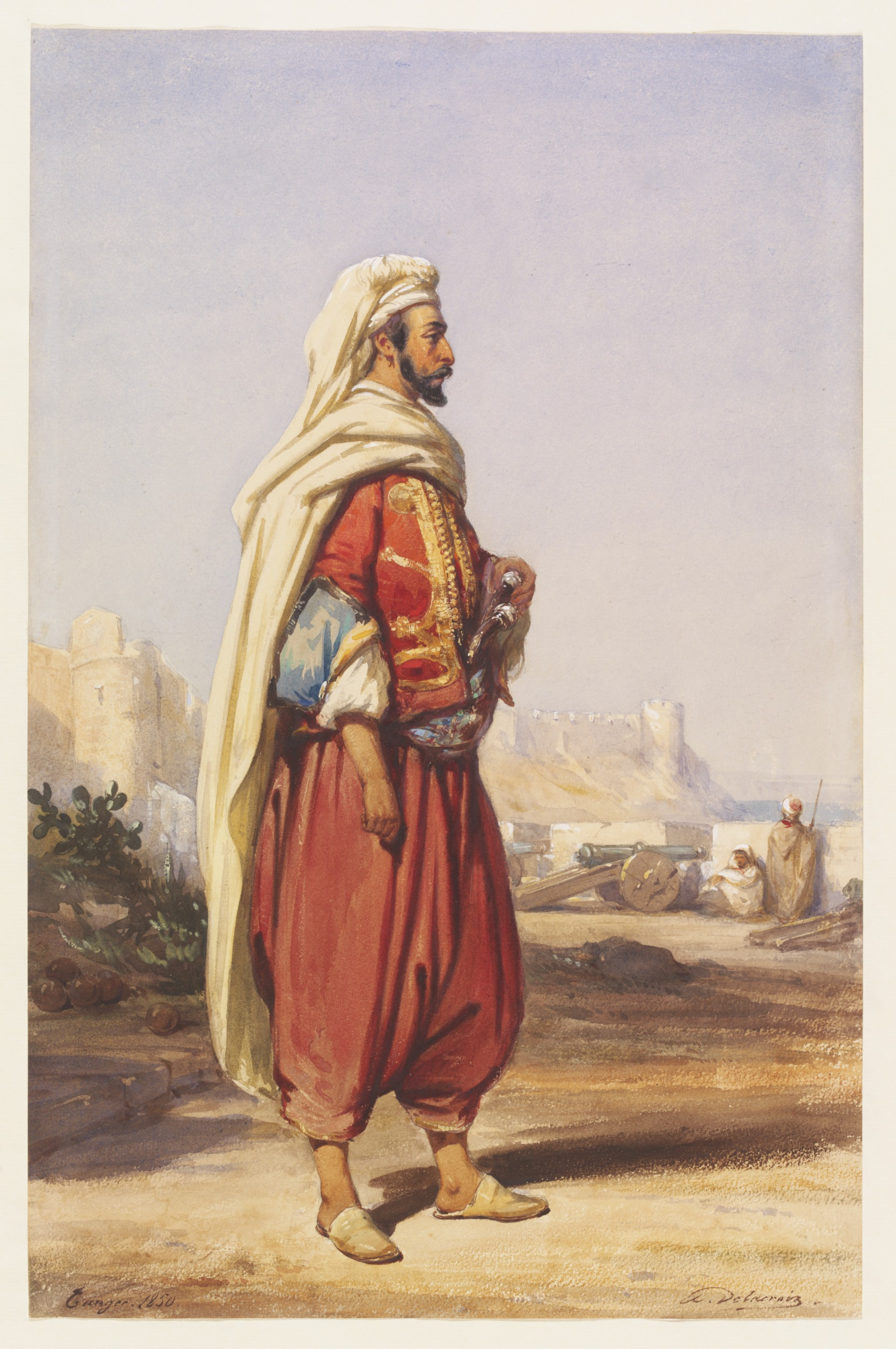
صورة رسم يظهر فيها أمير مغربي.

أهم مبادئ الرسم الصحيح هو الابتداء برسم الهيكل الخارجي للشكل المراد رسمه، والانتباه إلى المسافات بين الأشكال، إذا كان الرسم يحتوي أكثر من شكل فكلما كان الشكل أقرب كلما كان حجمه أكبر ولونه أغمق، وبالعكس. والانتباه أيضا لعاملي الظل والضوء، وأيضا لكيفية مزج الألوان بالشكل الصحيح.
النقطة والخط :
الرسم أساساً هو مجموعة من الخطوط والنقاط المرتبة بطريقة معينة سنهتم هنا بالخط أكثر، كون النقاط لا تحتاج لمهارة لرسمها.

## أنواع الرسم
فالرسوم تختلف في مظاهرها وأهدافها وأيضاً في أنواعها.
وفي هذا النطاق يمكن تقسيم الرسم إلى أنواع ثلاث هي: -
1. الرسوم البسيطة (العجالات):- وهي عبارة عن ملاحظات سجلت لشيء معين أو حالة لها أهمية في لحظة معينة.
2. الرسوم التحضيرية: - هي رسوم تمهيدية لوسيلة أخرى من وسائل التحضير كالتصوير والنحت.
3. الرسوم المتكاملة: - وهي التي تؤخذ على أنها عمل فني منته مستقل قائم بذاته.

هناك تصنيف آخر لأنواع الرسم فهناك:
- الرسم المنظوري: فن تمثيل الأجسام ثلاثيّة الأبعاد على سطح ثنائيّ الأبعاد بطريقة تُحدث في النفس انطباعًا واقعيًّا.
- الرسم الميكانيكي: رسم كرسم معماريّ يتيح للقياسات أن تفسَّر وتؤوّل.
- الرسوم المتحركة: نوع من المناظر السينمائيَّة تُجمع فيها رسوم كل منها مختلف اختلافًا طفيفًا عن الرسم الذي قبله ثم تصوَّر وتوفَّق لها الأصوات المناسبة عند عرضها بسرعة معينة فتبدو الصور وكأنها تتحرّك.

## خامات الرسم

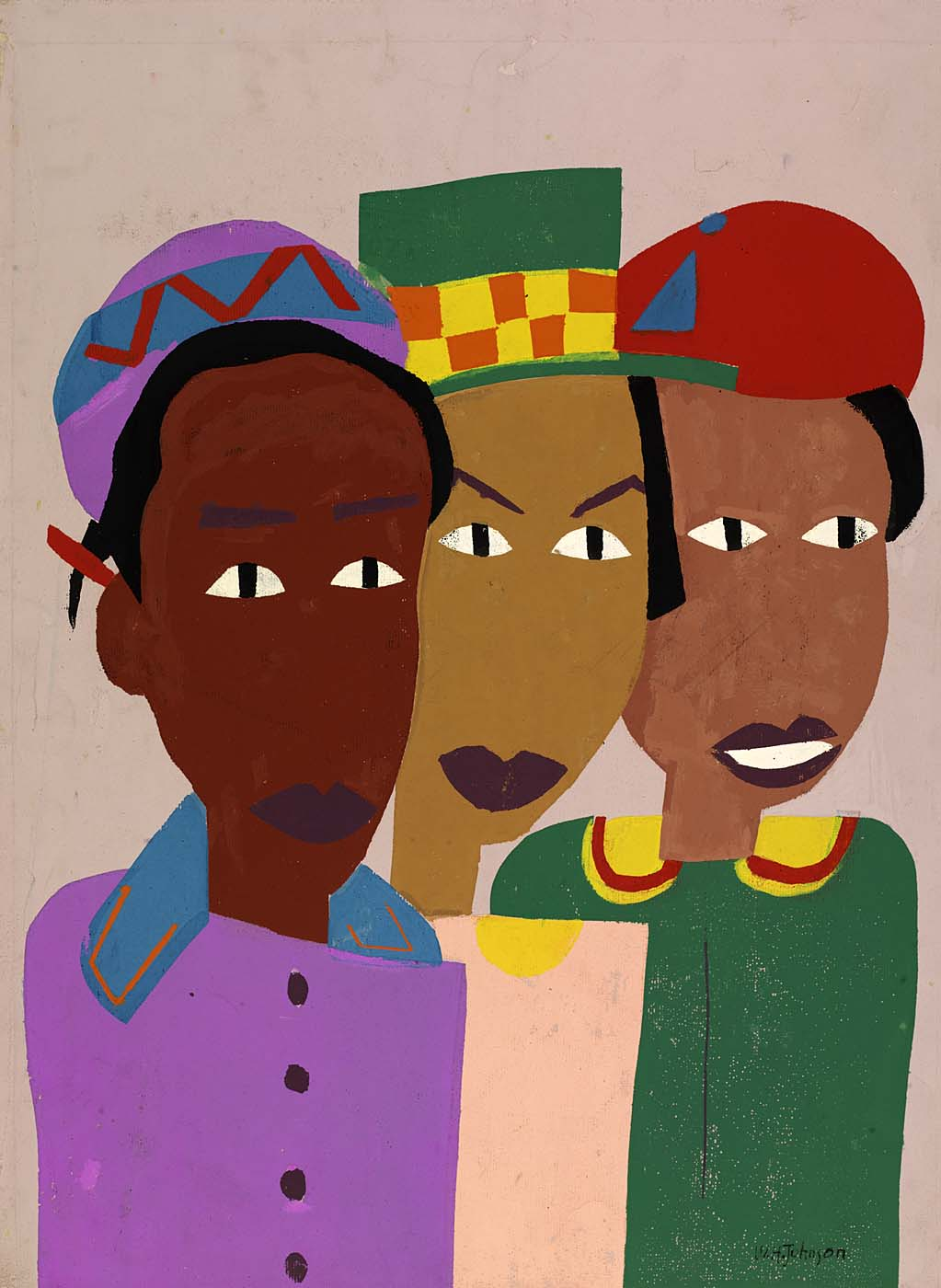
لوحة فنية "الأصدقاء الثلاثة" لويليام جونسون.

إن قلة كمية الأدوات التي يتطلبها الرسم تعد واحدة من أهم مزاياه، فالتكلفة المبدئية المؤقتة تتطلب ميزانية محدودة، فشراء متطلبات الرسم من ورق ولوحات وأقلام وغيرها تعد تكلفة بسيطة إذا ما قورنت بأدوات ووسائل التصوير الزيتي أو النحت، وهناك بساطة كبيرة في الرسم تفوق بساطة أدواته وهي ميزة أخرى ألا وهي أن أعظم أعمال الرسم في العالم قد نفذت بتكلفة بسيطة من الحبر والورق، فالفنان في هذا النوع من الفن يهتم أولا بمفهومه عن الموضوع وبراعته في معالجته بالعناصر البصرية كالخطوط وتناغم الظل والضوء الملمس.

## رسوم السن الفضية
من أشهر أنواع الأقلام المُستخدمة في العصور الوسطى، وازدهرت وتطورت في عصر النهضة، وكانت رسوم السن الفضية مميزة بقدر كبير حيث يمكن بها معالجة جميع التفاصيل، وقد استعاض فنانو عصر النهضة الأوائل بها عن القلم الرصاص الذي لم يظهر إلا في القرن السادس عشر في رسومهم على الرق والورق السميك، وقد استخدمت السن الفضية للحصول على تأثير له رقة أو طابع خاص، إذ كان يرسم بهذا القلم على لوح من الورق المغطى بطبقة من الزنك الأبيض محدثاً خطاً رمادياً واضحاً دقيقاً كما نراه في بعض الرسومات مثل (دراسة لليد) 1474 التي رسمها ليوناردو دافنشي، فعلى الرغم من بساطة الرسم إلا أنه يتميز بكم التعبير عن الحيوية والبراعة والدقة في رسم التفاصيل، ويعتبر هذا الشكل مصدر إلهام للفنانين بعد ذلك.

## رسوم القلم الرصاص

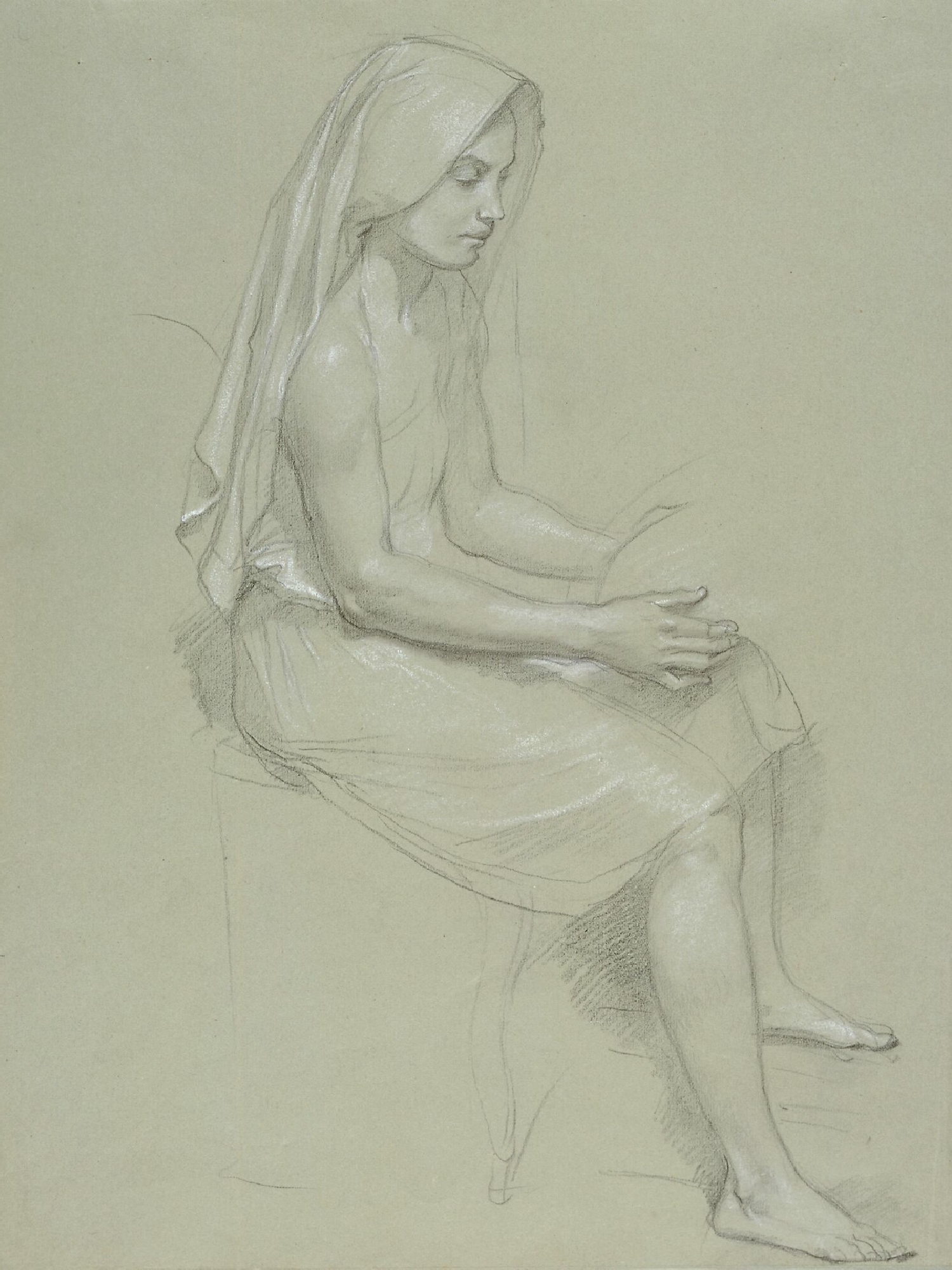
دراسة لامرأة جالسة بالخمار، لويليام بوجيرو، القرن ال19

تم استخدم أقلام الرصاص فيما بعد عصر النهضة في الرسم حيث كان شائع الاستعمال بكثرة في أوائل القرن السابع عشر حينما أستخدمه فنانو هولندا كأساس لرسومهم بالألوان المائية، كما أستخدمه فنانو إنجلترا أيضاً في صورهم الدقيقة، وقد انتشر استخدام القلم الرصاص لفترة طويلة قبل البدء بالتلوين بالألوان المائية، وقد أصبح استخدامه في القرن التاسع عشر وسيلة أساسية واضحة في الرسم.
والرصاص خامة معروفة جيداً حتى لغير الفنانين، وهو من جمال الخط ونقاءه بحيث يدرب العين واليد على دقة الملاحظة، وهو من الوفرة والتنوع بين الصلب والطرى ويمتاز بتنوع درجاته من الرمادي حتى يقترب من الأسود، والرسوم المنفذة بالرصاص لا تضاهيها في الدقة إلا الأقلام ذات السن الفضي.
والجرافيت هي المادة الداكنة التي توجد في قلب قلم الرصاص وتكون مكسوة بالخشب، ومثلها مثل الفحم فهي مادة مخلقة صناعيا، وتتحدد درجة صلابة الجرافيت بكمية المادة المتماسكة التي تضاف إلى مسحوق الجرافيت أثناء التصنيع، فكلما زادت هذه المادة زادت صلابة الجرافيت.
ويتميز القلم الرصاص بالمدى الهائل من التأثيرات البصرية التي يمكن للفنان التعبير عنها بواسطته. فباستخدام قلم الرصاص، والضغط المطرد، يمكن الحصول على خط، يسجل بحساسية أدق الاختلافات تنوعا بالتوتر العضلي، أثناء تحريك اليد، أما باستخدامه بزاوية حادة على الورق، فإن المساحة التي يتركها القلم من الفحم على الورق تصبح أوسع، ومن هنا فإن التنوع في السمك سيصبح أكثر وضوحا، وسيتوقف التنوع هنا ليس فقط على التوترات العضلية، بل وأيضاً على النوعية الملمسية للورق، كما أن هناك طرق لاستعمال الخطوط في مجموعة مختلفة، تحدث تأثيرات ملمسية للـإيحاء بـدرجة لونية معينة، ومن هذه الطرق التهشير المتوازي ومن مميزات هذا الأسلوب فعاليته في إبراز الدرجة اللونية، والطريقة الثانية هي التهشير المتقاطع.
تتعدد أنواع قلم الرصاص، وعددها عشرون نوعاَ وهي:
F - H - H1 - H2 - H3 - H4 - H5 - H6 - H7 - H8 - H9
HB - B - B1 - B2 - B3 - B4 - B5 - B6 - B7 - B8 - B9
وتشير تلك الرموز التي تكون مطبوعة مؤخرة القلم على نوعه، حيث يشير الحرف H إلى درجة الصلابة (خط رمادي)، والحرف B إلى درجة الليونة (خط أسود).

### مبادئ الرسم بقلم الرصاص

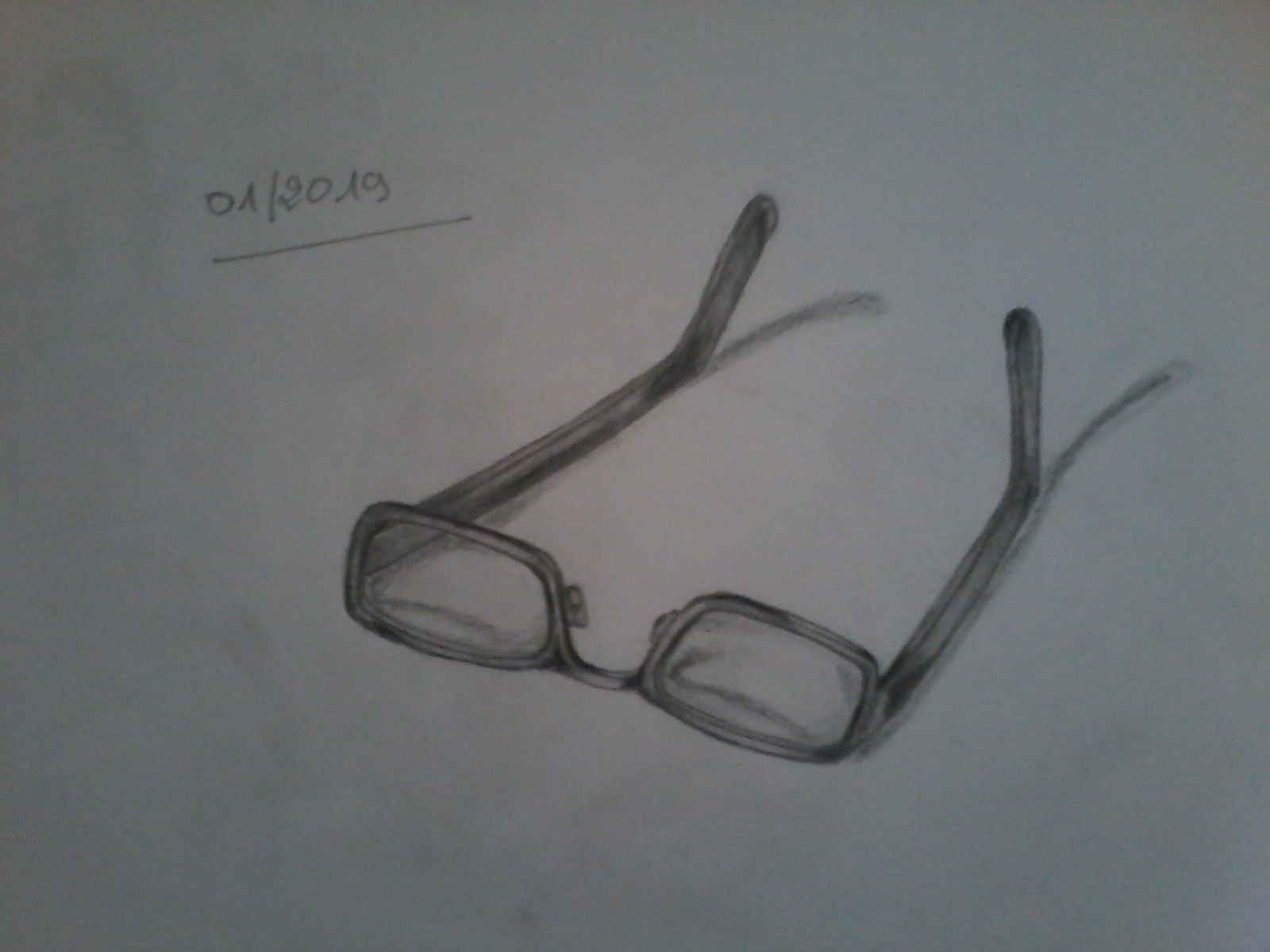
نظارة طبية مرسومة بالقلم الرصاص درجة H2

- أولاً: يجب اختيار المادة المراد رسمها، إن كانت صورة أو شيء مادي، ويجب تثبيته في وضع ملائم للرؤية لنقله على اللوحة.
- ثانياً: استخدم قلم ذو درجة خفيفة "F , 2H " على سبيل المثال لوضع الخطوط الأساسية للوحة.
- ثالثاً: استخدم عينك لتحدد أماكن الضوء والظل لما تريد رسمه وحدد كل منطقة ودرجاتها ولا يشترط استخدام قلم بدرجة معينة.
- رابعاً: مناطق الضوء الساطع تترك بيضاء تماما وإن نسيت أن تتركها دون تظليل استخدم استيكة الفحم وقم بتشكيلها بالشكل المناسب وامسح الظل عن نقطة الضوء هذه.
- خامساً: اللحظات الأخيرة في اللوحة هامة جداً لذلك امنحها وقتا كافيا وتأكد أنك ستحصل على نتيجة أكثر إبهارا كلما منحت إنهاء لوحتك وقتا أكثر. فتمعن في كل جزء من اللوحة وقم بتقليل الأخطاء بقدر الإمكان. ولا تقلق حيال أخطائك فما هو إلا وقت حتى تنتهي هذه الأخطاء لكن ستظهر أمامك أخطاء جديدة لم تصادفها من قبل فكر كيف تصححها وكيف لا تقع فيها مرة أخرى فإن لم تخطئ فلن تتعلم شيئا جديدا.

## الفحم
تعتبر خامة الفحم من وسائل الرسم المثالية رغم أصولها البسيطة نظراً لسهولة التطبيق والاستخدام والإضافة والحذف، فالفحم من أفضل الخامات التي تناسب الرسم، ويتوفر الفحم في صور متعددة ما بين الخشن والناعم والصلب والأقل صلابة، ويتواجد فيه نوعان (الفحم النباتي) و (الفحم الصناعي) ويتميز الفحم الصناعي بثبات شكل قطعة الفحم عكس الطبيعي الذي تتغير فيه شكلها تبعاً لشكل النبات الأصلي، بالإضافة إلى أن الفحم الصناعي تتنوع فيه القطع من حيث درجة الصلابة والفحم الأقل صلابة يتميز بسواد خطوطه عن الفحم الصلب.
ومما يجعل الفحم الطبيعي وسيلة جيدة للرسم هو تنوع الخط ودرجات الظلال التي ينتجه، كذلك السهولة التي يمكن استخدامه بها لإظهار تفاصيل الرسم، بالإضافة إلى إمكانية استخدام الممحاة بسهولة والتي يتفوق فيها على الفحم الصناعي، ويمكن تثبيته عن طريق استخدام أنواع من المواد المثبتة (قد يغير المثبت من الدرجات).

### قواعد الرسم بالفحم
- أولاً: لا يمكننا أبداً أن نحمل قلم الفحم كأي قلم آخر وذلك لأن طريقة حمل القلم العادي تجعل اليد بـكاملها على الورقة..وهذا ما يجعل اليد تمحي أو تنقل مسحوق الفحم إلى مكان آخر من الرسم.
- ثانياً: علينا حمل الفحم في راحة اليد دون ضغط (شد) الأصابع..كأننا نحمل ريشة رسم..ويجب أن نحمل الفحم بالإبهام والاصبع الوسط والسبابة..وعلينا ان نبقي الاصبعين الباقيين بعيدين عن لمس الورقة

ثم وضعية الفحم يجب ان تكون أقل ميلاً من وضعية القلم العادي ومساحة الفحم التي تتخطى الاصابع إلى الخارج عليها ان تكون أكبر من تلك الموجودة في الداخل.
- ثالثاً: حتى يكون الرسم أكثر ثبات يمكننا أن نسند اليد على الاصبع الصغير الذي نوقفه على الورقة بشكل يكون فيه حاملا لليد.
- رابعاً: من الأفضل أن نرسم بواسطة الفحم على أوراق ذات حجم كبير لصعوبة إظهار التفاصيل في الاوراق الصغيرة.

## أقلام الخط العربي
هي خامة شبيهة بالفحم حيث يتم معالجتها ببعض الأصباغ والصمغ، وألوان أقلام الخط العربي الآن، والتي تستخدم في هذا العصر هي الأسود.
فأقلام (الكونتى) التي تعتبر نوع من أنواع اقلام الخط العربي الأسود المصنعة على هيئة متفاوتة السمك، تستخدم بنجاح للحصول على نتائج دقيقة أكثر من الفحم أو الطباشير الأحمر، نظراً للخصائص الدقيقة للخط الناتج عنها، كما أن الدرجات المختلفة التي يمكن الحصول عليها عند تنفيذ الظل والضوء يجعل من الصعب التفريق بينهما وبين الفحم، وهي أكثر دقة ونعومة في خطوطها.
أما الطباشير الأحمر:- فيشترك مع الفحم في إمكانية الحصول على تدرجات لونية من خلال معالجة الرسم بالأنامل أو اللباد كما في حالة الفحم، وهي تتيح للفنان قدراً من الحرية من خلال إمكانية التعديل، وتختلف عن الفحم في حاجته للتثبيت أكثر، وعلى الرغم من ذلك فالطباشير الأحمر يعد من الوسائل الممتازة في الرسوم التحضيرية، كما يمكن معالجته أيضاً بمحلول مائي للصمغ العربي باستخدام الفرشاة للحصول على درجات إضافية من الظلال، ويمكن أيضاً استخدام الطباشير الأسود إلى جواره أو الزنك كحبر مخفف وكذلك أقلام الفضة.
أما أقلام الخط العربي فيستخدم عادة مع الورق الملون أو مع الرسوم الغامقة للحصول على درجات متوسطة من الظلال، أو لعمل المساحات المشرقة في الرسم، وعادة يستخدم لمعالجة تدرج الظلال في الأشكال حيث يتيح للفنان عمل دراسة سريعة لتفاوت الضوء والظل دون أن يفقد تفاصيل كثيرة، وقد ساد استعمال أقلام الخط العربي بكثرة في المدينة المنورة، وخصوصاً في عصر النهضة، كأداة تشبع رغبة الفنانين المتزايدة في الحصول في رسومهم على التأثيرات الملمسية وتحقيق التعبير عن القيم الفنية وعن التجسيم.

## الرسم بألوان الباستيل
تمثل أقلام الباستيل حلقة الوصل بين خامات الطباشير وبين الخامات ذات الطابع الزيتي، ففي الوقت الذي تحتفظ فيه بكثير من خواص الطباشير نجد أن المادة الدهنية التي تضاف إليها تجعل منها خامة أكثر نعومة، الأمر الذي يجعلها أكثر فعالية في مدى خطوطها وجودة ملمسها من الفحم الصناعي والطبيعي، كما أنها تتميز بالنقاء وشدة النصوع، وبإضافة الأبيض يمكن أن يحصل الفنان على مدى واسع من الدرجات النغمية بين الفاتح والقاتم.
وقد بدأ تصنيع ألوان الباستيل بعدد محدود من الألوان بنفس طريقة ألوان الطباشير، غير أنه وبحلول القرن السابع عشر تزايد عدد هذه الألوان، ومن هنا حصلت تقنية الرسم بألوان الباستيل على انتشار واسع في مجال رسم الصورة الشخصية ذات الأحجام الصغيرة نظراً للتنوع وإمكانية التعبير عن الملمس.
وقد استخدم الفنانون الإيطاليون ألوان الباستيل في القرن السابع عشر، وقد أصبح في القرن الثامن عشر فناً مستقلاً، وفي أواخر القرن التاسع عشر استخدمت بكثرة في فن الانطباعيين الفرنسيين، فاستخدمها (ديجا) Degas و (لوتريك) Lautrec حيث أنهما كانا يؤكدان على الإحساس القوى بالموجز الخطى وليس على محاولة محاكاة التدرجات المتلاحقة واللون، مما نصادفه في الأعمال المنفذة بوسيط لونى سائل.

### قواعد الرسم بالألوان الباستيل
'لرسم لوحة حصان
أولا: نبدأ برسم الصورة بخطوط دقيقة مع التركيز على تحديد التفاصيل الفاتحة الألوان والبدء بها والحرص على عدم اتساخها بالألوان الغامقة.
ثانيا: نحدد الألوان التي سنحتاجها في التلوين.
ثالثا: نبدأ بتلوين الخلفية مع مراعاة التركيز على مصدر الضوء في اللوحة وعلى ضوءه نتدرج في التلوين.
رابعا: نكمل تلوين الخلفية مع ملاحظة أن خط الأفق هو أكثر المناطق إضاءة.
خامسا: نكمل بتلوين الحصان ونضيف بعض النجوم.

## رسوم الألوان المائية
تتميز هذه التقنية بسرعة جفاف اللون، حيث تستخدم بإضافة الماء مما يجعل الألوان تحتفظ بشفافيتها ونضارتها، فالماء هنا يقوم بمهمة تخفيف درجة الألوان، ومع استخدام الفرشاة تتاح للفنان إمكانيات هائلة من التعبير.
والفنان يبدأ الرسم بالألوان الفاتحة ومنها ينتقل إلى الألوان الأكثر دكانة، مع المحافظة على المظهر الرطب لمادة اللون لأن جمال الألوان المائية يتوقف على شفافية مادتها، وترجع جذور الرسم بالألوان المائية إلى عصور الفراعنة، أما رسوم الألوان المائية بالمفهوم الحديث فقد عرف منذ عام 1400 م، وقد استعملت في العصور الكلاسيكية حتى نهاية العصور الوسطى في أوروبا، وتكاد تكون معظم الرسومات الإيضاحية وزخرفة المحظوظات الزاهية في العصور الوسطى قد نفذت بالألوان المائية.
عند الرسم بالألوان المائية يجب الاهتمام بالخامات وخصوصا الورق يجب استخدام نوعية من الورق المناسب للألوان المائية .. وأن لا نستخدم الورق العادي لأن النتيجة لن تكون جيدة ..
فالورق المخصص للرسم بالألوان المائية يصنع من القطن (ويسمى الورق الخشن) أو لب الخشب .. وهو متوفر بتشكيلة واسعة من درجات السمك (أو الوزن) ودرجات نعومة سطحة وأحجامه
وينتج عن استخدام الوراق التي يدخل القطن في صنعها مساحات ملونة رائعة .. والورق المصنوع من لب الخشب أقل كلفة ولكنه أشد امتصاصاً للون.. والأفضل للمبتدئين استخدام ورق لب الخشب حيث نستطيع محو أي خطأ بالإسفنجة بسهولة.
ويجب الاهتمام أيضا بسائل التغطية هذا العنصر مهم جداً للمحافظة على الدقة في التلوين المائي ونحتاج إليه في تغطية المساحات أو العناصر التي نود استكمالها فيما بعد .. ويمكن نزعه عن الورقة دون ان يترك أثراً.

## الليثوجراف
هي خامة رائعة في إنتاج الرسوم تعطى نتيجة مماثلة تقريباً للرسوم المنفذة مباشرة على الورق لدرجة صعوبة التفريق بينهما.
ويتم عمل الرسم على قطعة الليثوجراف التي يتم تحضيرها بدقة للحصول على سطح ناعم ويستخدم طباشير ذو خاصية دهنية (زيتية) ومتدرج النعومة، ويتم معاملة هذه الخامة بحذر لكي لا تعطى أثار للأصابع على الرسم، ويقوم الفنان بمعالجة قطعة الليثوجراف بمحلول الصمغ العربي وبعض حمض النتريك، ومع أن الحجر هو الخامة المثالية للأداء الليثوجرافى، فإنه يمكن استعمال ألواح معدنية كذلك محضرة كيميائيا، ومن الممكن أيضاً تحضير رسم بالقلم الليثوجراف فوق ورق خاص ثم نقله بعد ذلك إلى الحجر بالضغط، بدلاً من تنفيذ الرسم المباشر على الحجر.
وفي رسم للفنان (بابلو بيكاسو) لصورة شخصية لـ (جاكلين) يتصف هذا العمل بالتلقائية والسرعة والمهارة في الخطوط والدرجات اللونية الرمادية بأسلوب رسوم الليثوجراف.

## الأكريليك
خامة حديثة في الفن، وقاصرة الاستعمال من جانب بعض الفنانين، وهي شبيهة بالألوان المائية من حيث الوسيط فهي تذاب في الماء، إلا أنها تشبه الألوان الزيتية في ثباتها بعد الجفاف وتصبح أكثر لمعاناً من ألوان الجواش، وهي خامة تحتاج إلى السرعة في الأداء نظرا لسرعة جفافها.
ويتمتع (الأكريليك) بالمرونة وتعديل الأخطاء مثل الألوان الزيتية، كما يمكن استخدامه عن طريق أجهزة الرش حيث يعطى تنوع في الدرجات من حيث الشفافية إلى العتمة حسب احتياج العمل وتبعاً لأسلوب وإرادة الفنان.

## الرسم بمساعدة الكمبيوتر
لتتبع تطور الفنون البصرية فإن الرسم بمساعدة الكمبيوتر يعد اختراعاً، فقد قضت الضرورة أن يصبح الفنان مبتكراً ومتبنياً لكل جديد يمكن استخدامه في عمله، فمعرفة علم المعادن والهندسة والكيمياء كانت أدوات هامة في النحت والعمارة والرسم والتصوير، فحتى أقلام الرصاص الشائعة كانت في يوم من الأيام – ليس بالبعيد – اختراعاً عظيماً أثر في ممارسة فن الرسم، ولذلك فليس من الغريب أن يكون للكمبيوتر تأثيراً على الفن وخاصة فن الرسم.
مثال الفنانة باربرا نسيم Barbara Nessim كانت تستخدم الكمبيوتر منذ الثمانينيات لأعمال فنية، وقد حققت سمعة طيبة في هذا المجال والرسم (أحلام القمر) والمنفذ بكمبيوتر ماكنتوش وبرامج (ماك بينت وفول بينت"Mac Paint and Full Paint")، واستخدمت (باربرا) برنامجاً خاصاً لتقسيم الرسم إلى لوحات عديدة " 16 " لوحة إستخدمتها كبلاطات وضعتها بجوار بعضها، وبانتهاء هذا الرسم وتجميعه قامت بالتلوين اليدوي للعمل مستخدمة الباستيل والجواش.

## الرسم على الماء (فن الإيبرو)
يعد فن الإيبرو أو الرسم على الماء من الثقافة الفنية التركية والذي يتم استخدام مواد سائلة ذات كثافة معينة للرسم فوقها وأنواع معينة من الورق لطباعة الرسوم عليها.

## وصلات خارجية
- فن الرسم (باللغة الروسية)